# Manitou River (Oberer See)
Der Manitou River ist ein Zufluss des Oberen Sees im US-Bundesstaat Minnesota.
Der Manitou River durchfließt den Kanadischen Schild am Nordufer des Oberen Sees und mündet 5 km nordöstlich von Little Marais in diesen. 
Er durchfließt Superior National Forest, Finland State Forest und George H. Crosby Manitou State Park innerhalb Lake County in südöstlicher Richtung. Das Einzugsgebiet des Manitou River grenzt im Osten an das des Caribou River und im Westen an das des Baptism River.  
Der Superior Hiking Trail kreuzt den Flusslauf des Manitou River innerhalb des George H. Crosby Manitou State Parks.
Im Manitou River kommen Regenbogenforellen und Bachsaiblinge vor. 